# Florence (Texas)
Florence è un comune (city) degli Stati Uniti d'America della contea di Williamson nello Stato del Texas. La popolazione era di 1.136 abitanti al censimento del 2010.

## Geografia fisica
Secondo lo United States Census Bureau, la città ha una superficie totale di 2,19 km², dei quali 2,19 km² di territorio e 0 km² di acque interne (0,12% del totale).

## Società

### Evoluzione demografica
Secondo il censimento del 2010, la popolazione era di 1.136 abitanti.

### Etnie e minoranze straniere
Secondo il censimento del 2010, la composizione etnica della città era formata dal 76,85% di bianchi, lo 0,26% di afroamericani, lo 0,7% di nativi americani, lo 0,44% di asiatici, lo 0% di oceanici, il 19,54% di altre razze, e il 2,2% di due o più etnie. Ispanici o latinos di qualunque razza erano il 38,73% della popolazione.